# Глотертал
Глотертал (њем. Glottertal) општина је у њемачкој савезној држави Баден-Виртемберг. Једно је од 50 општинских средишта округа Брајсгау-Хохшварцвалд. Према процјени из 2010. у општини је живјело 3.052 становника. Посједује регионалну шифру (AGS) 8315041.

## Географски и демографски подаци
Глотертал се налази у савезној држави Баден-Виртемберг у округу Брајсгау-Хохшварцвалд. Општина се налази на надморској висини од 280-1243 метра. Површина општине износи 30,8 km². У самом мјесту је, према процјени из 2010. године, живјело 3.052 становника. Просјечна густина становништва износи 99 становника/km².